# Fresne-Cauverville
Fresne-Cauverville est une commune française située dans le département de l'Eure en région Normandie.

## Géographie

### Localisation
Fresne-Cauverville est une commune de l'Ouest du département de l'Eure située dans la région naturelle du Lieuvin.
| Morainville-Jouveaux | Morainville-Jouveaux                       | Noards                 |
| Bailleul-la-Vallée   | Fresne-Cauverville                         | Heudreville-en-Lieuvin |
| Bailleul-la-Vallée   | Bailleul-la-Vallée, Saint-Aubin-de-Scellon | Heudreville-en-Lieuvin |

### Hydrographie
La commune est située dans le bassin Seine-Normandie. Elle est drainée par le ruisseau de l'Abbesse,.

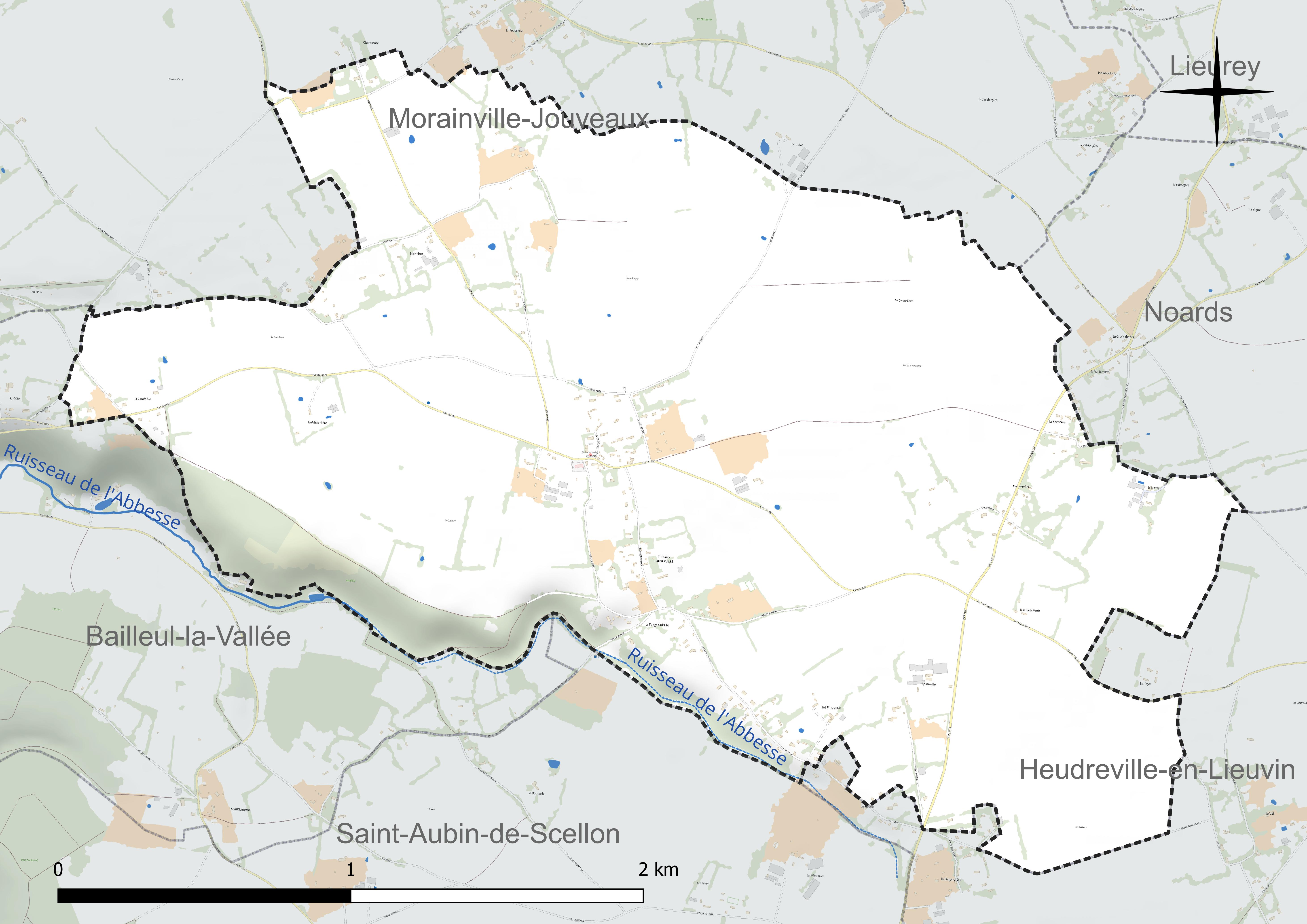
Réseau hydrographique de Fresne-Cauverville.

### Climat
Pour des articles plus généraux, voir Climat de la Normandie et Climat de l'Eure.
En 2010, le climat de la commune est de type climat océanique dégradé des plaines du Centre et du Nord, selon une étude du CNRS s'appuyant sur une série de données couvrant la période 1971-2000. En 2020, Météo-France publie une typologie des climats de la France métropolitaine dans laquelle la commune est exposée à un climat océanique et est dans la région climatique  Côtes de la Manche orientale, caractérisée par un faible ensoleillement (1 550 h/an) ; forte humidité de l’air (plus de 20 h/jour avec humidité relative > 80 % en hiver), vents forts fréquents. Parallèlement le GIEC normand, un groupe régional d’experts sur le climat, différencie quant à lui, dans une étude de 2020, trois grands types de climats pour la région Normandie, nuancés à une échelle plus fine par les facteurs géographiques locaux. La commune est, selon ce zonage, exposée à un « climat contrasté des collines », correspondant au Pays d’Auge, Lieuvin et Roumois, moins directement soumis aux flux océaniques et connaissant toutefois des précipitations assez marquées en raison des reliefs collinaires qui favorisent leur formation.
Pour la période 1971-2000, la température annuelle moyenne est de 10,1 °C, avec  une amplitude thermique annuelle de 13,7 °C. Le cumul annuel moyen de précipitations est de 866 mm, avec 12,8 jours de précipitations en janvier et 8,5 jours en juillet. Pour la période 1991-2020, la température moyenne annuelle observée sur la station météorologique la plus proche, située sur la commune de Lieurey à 4 km à vol d'oiseau, est de 11,3 °C et le cumul annuel moyen de précipitations est de 893,1 mm,. Pour l'avenir, les paramètres climatiques de la commune estimés pour 2050 selon différents scénarios d’émission de gaz à effet de serre sont consultables sur un site dédié publié par Météo-France en novembre 2022.

## Urbanisme

### Typologie
Au 1er janvier 2024, Fresne-Cauverville est catégorisée commune rurale à habitat dispersé, selon la nouvelle grille communale de densité à 7 niveaux définie par l'Insee en 2022.
Elle est située hors unité urbaine et hors attraction des villes,.

### Occupation des sols
L'occupation des sols de la commune, telle qu'elle ressort de la base de données européenne d’occupation biophysique des sols Corine Land Cover (CLC), est marquée par l'importance des territoires agricoles (94,5 % en 2018), en diminution par rapport à 1990 (95,5 %). La répartition détaillée en 2018 est la suivante : 
terres arables (53,7 %), prairies (40,8 %), forêts (5,5 %). L'évolution de l’occupation des sols de la commune et de ses infrastructures peut être observée sur les différentes représentations cartographiques du territoire : la carte de Cassini (XVIIIe siècle), la carte d'état-major (1820-1866) et les cartes ou photos aériennes de l'IGN pour la période actuelle (1950 à aujourd'hui).

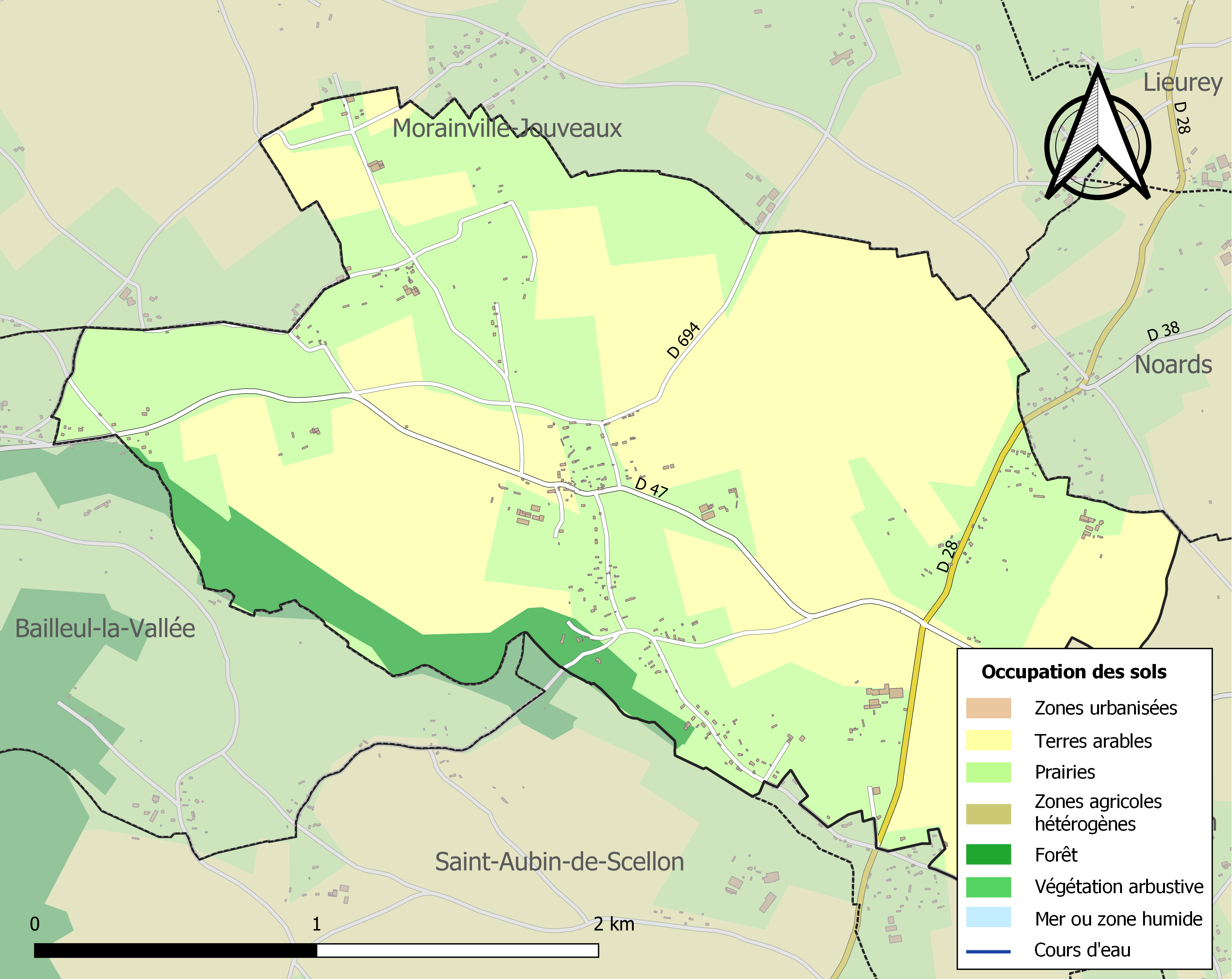
Carte des infrastructures et de l'occupation des sols de la commune en 2018 (CLC).

## Toponymie
Commune formée en 1844 de Notre-Dame-de-Fresnes et de Cauverville-en-Lieuvin.
Fresne est attesté sous les formes  Notre Dame de Fresne en 1793, Fresnes en 1801, Fresne-Cauverville en 1844.
Cette commune est issue de la fusion de Notre-Dame-de-Fresne et de Cauverville-en-Lieuvin en 1844.
Son nom fait référence à l’église Notre Dame de Fresne construite en silex à l’époque romane.
Le toponyme est issu de l'ancien français fresne (du latin fraxinus, d'où fresnaye, « lieu planté de frênes », une frênaie. De nombreux toponymes français ont cette origine (Fresnay, Fresney, Fresnoy, etc.).
L'orthographe devrait être Fresnes-Cauverville.
Cauverville est une ancienne paroisse.

## Histoire
Les deux paroisses ont été réunies en une commune le 10 septembre 1844 (ordonnance de Louis-Philippe de réunir Cauverville-en-Lieuvin et Notre-Dame-de-Fresnes). Le sire de Fresne est cité à la fin du XIIe siècle.

## Démographie
L'évolution du nombre d'habitants est connue à travers les recensements de la population effectués dans la commune depuis 1793. Pour les communes de moins de 10 000 habitants, une enquête de recensement portant sur toute la population est réalisée tous les cinq ans, les populations de référence des années intermédiaires étant quant à elles estimées par interpolation ou extrapolation. Pour la commune, le premier recensement exhaustif entrant dans le cadre du nouveau dispositif a été réalisé en 2007.

En 2022, la commune comptait 190 habitants, en évolution de −5 % par rapport à 2016 (Eure : −0,25 %, France hors Mayotte : +2,11 %).
| 1793 | 1800 | 1806 | 1821 | 1831 | 1836 | 1841 | 1846 | 1851 |
| ---- | ---- | ---- | ---- | ---- | ---- | ---- | ---- | ---- |
| 365  | 415  | 395  | 346  | 367  | 340  | 357  | 631  | 589  |

| 1856 | 1861 | 1866 | 1872 | 1876 | 1881 | 1886 | 1891 | 1896 |
| ---- | ---- | ---- | ---- | ---- | ---- | ---- | ---- | ---- |
| 537  | 523  | 457  | 434  | 406  | 369  | 359  | 334  | 268  |

| 1901 | 1906 | 1911 | 1921 | 1926 | 1931 | 1936 | 1946 | 1954 |
| ---- | ---- | ---- | ---- | ---- | ---- | ---- | ---- | ---- |
| 234  | 185  | 194  | 156  | 155  | 152  | 157  | 175  | 181  |

| 1962 | 1968 | 1975 | 1982 | 1990 | 1999 | 2006 | 2007 | 2012 |
| ---- | ---- | ---- | ---- | ---- | ---- | ---- | ---- | ---- |
| 181  | 158  | 154  | 171  | 171  | 161  | 191  | 195  | 206  |

| 2017 | 2022 | - | - | - | - | - | - | - |
| ---- | ---- | - | - | - | - | - | - | - |
| 196  | 190  | - | - | - | - | - | - | - |

## Politique et administration
| Période                                  | Période                  | Identité                | Étiquette | Qualité              |
| ---------------------------------------- | ------------------------ | ----------------------- | --------- | -------------------- |
| 1852                                     |                          | Louis-Florent Lesueur   |           |                      |
| 1928                                     |                          | Émile Jouas             |           |                      |
| 1987                                     | 2002                     | Joseph Pinchon          |           |                      |
| 2002                                     | mars 2008                | Marie-Catherine Lemoine |           |                      |
| mars 2008                                | Décès en cours de mandat | Robert Lemariey         | DVD       | Agriculteur retraité |
| 2020                                     | En cours                 | Didier Trefouel         |           | Retraités            |
| Les données manquantes sont à compléter. |                          |                         |           |                      |

## Culture locale et patrimoine

### Lieux et monuments
Fresne-Cauverville compte plusieurs monuments inscrits à l'inventaire général du patrimoine culturel :
- l'église Notre-Dame de Fresnes, (XIIe et XVIIIe siècles)[20] ;
- l'église Saint-Nicolas, Saint-Gourgon[26] à Cauverville-en-Lieuvin, détruite quelques années suivant la fusion de 1844.
- deux maisons des XVIIIe et XIXe siècles[27],[28] ;
- une ferme du XVIIIe siècle au lieu-dit la Forge Subtile[29] ;
- un manoir du XVIIIe siècle au lieu-dit Clairemare[30].

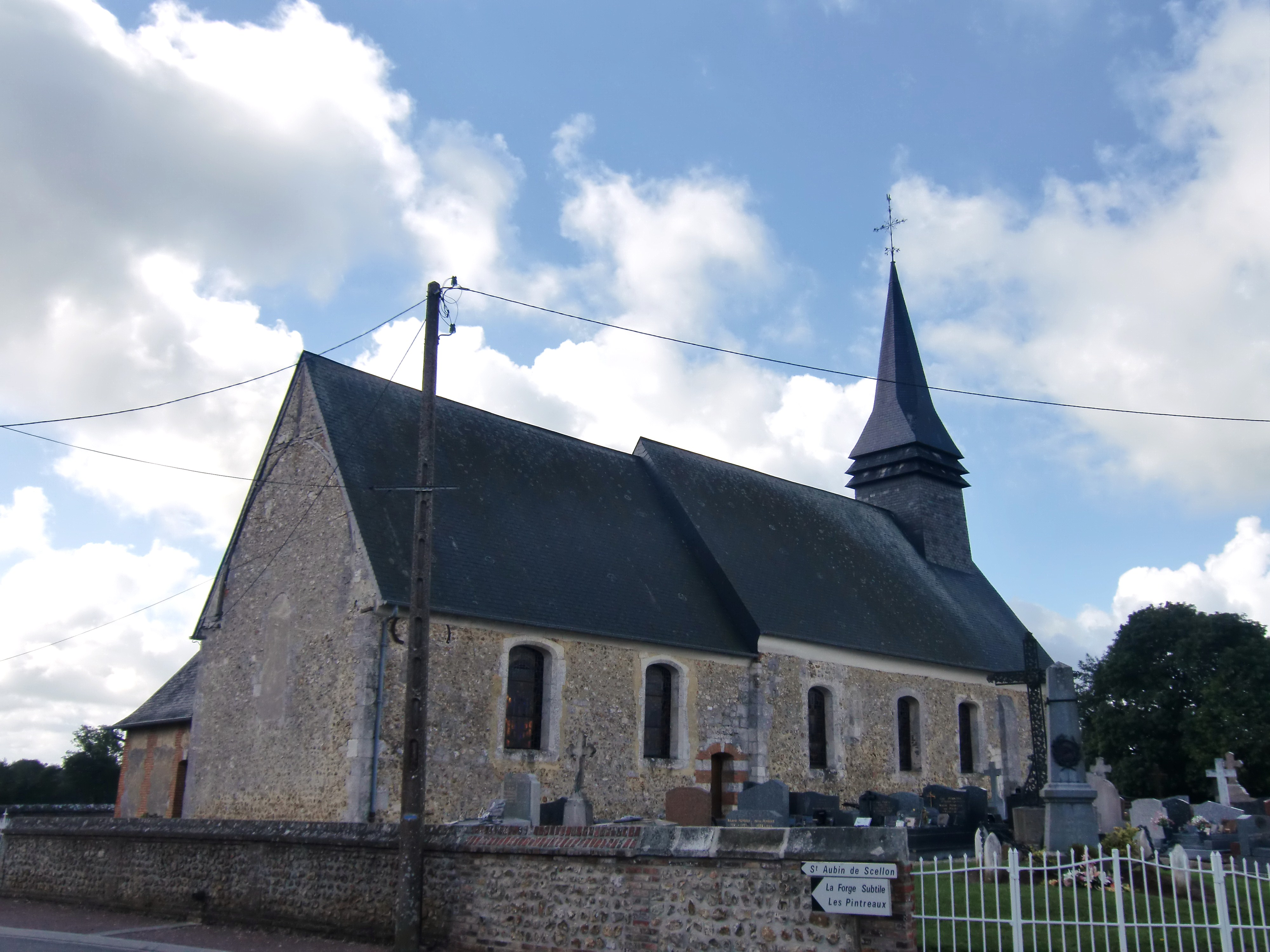
L'église Notre-Dame.
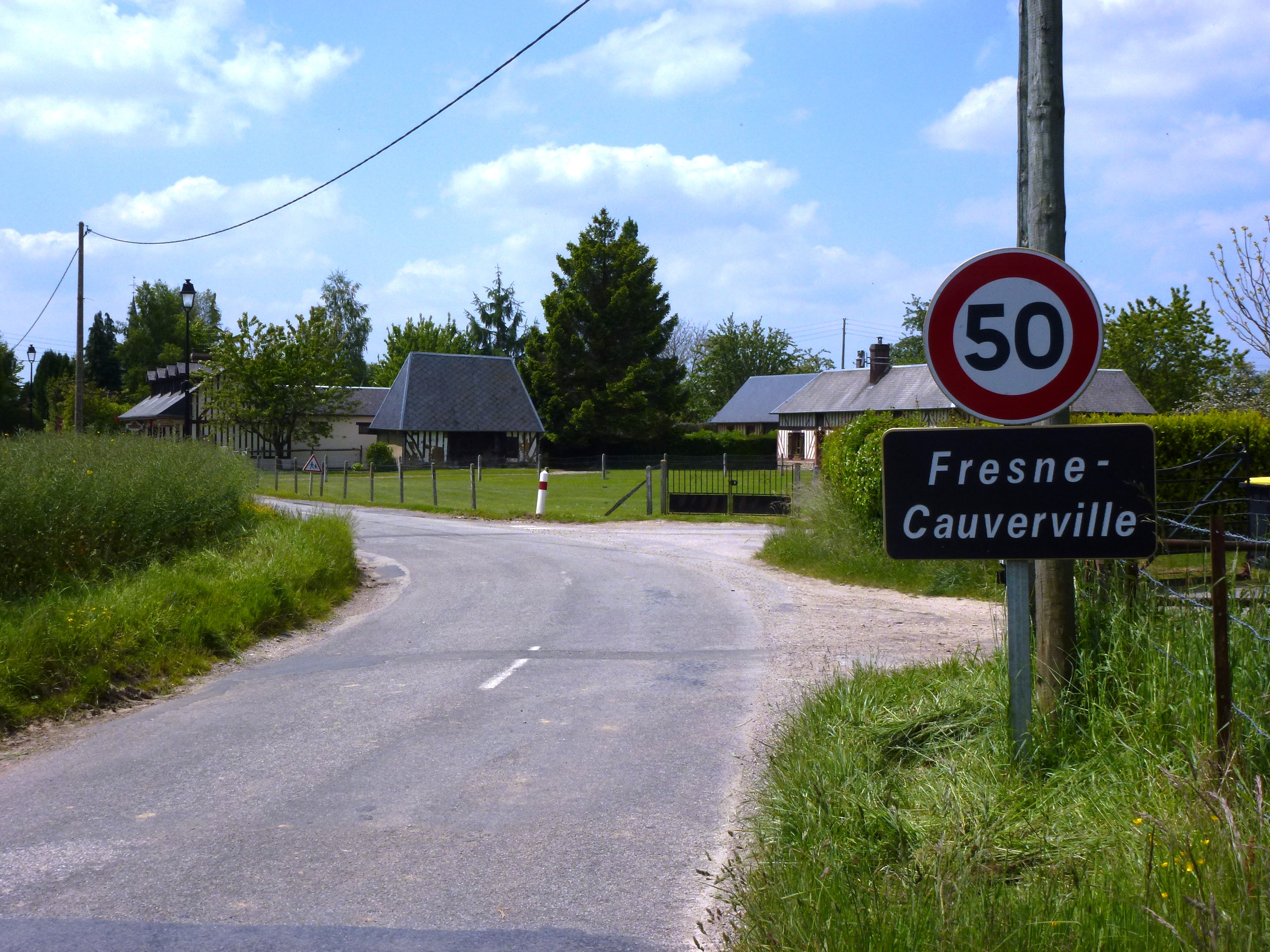
Le village de Fresne.
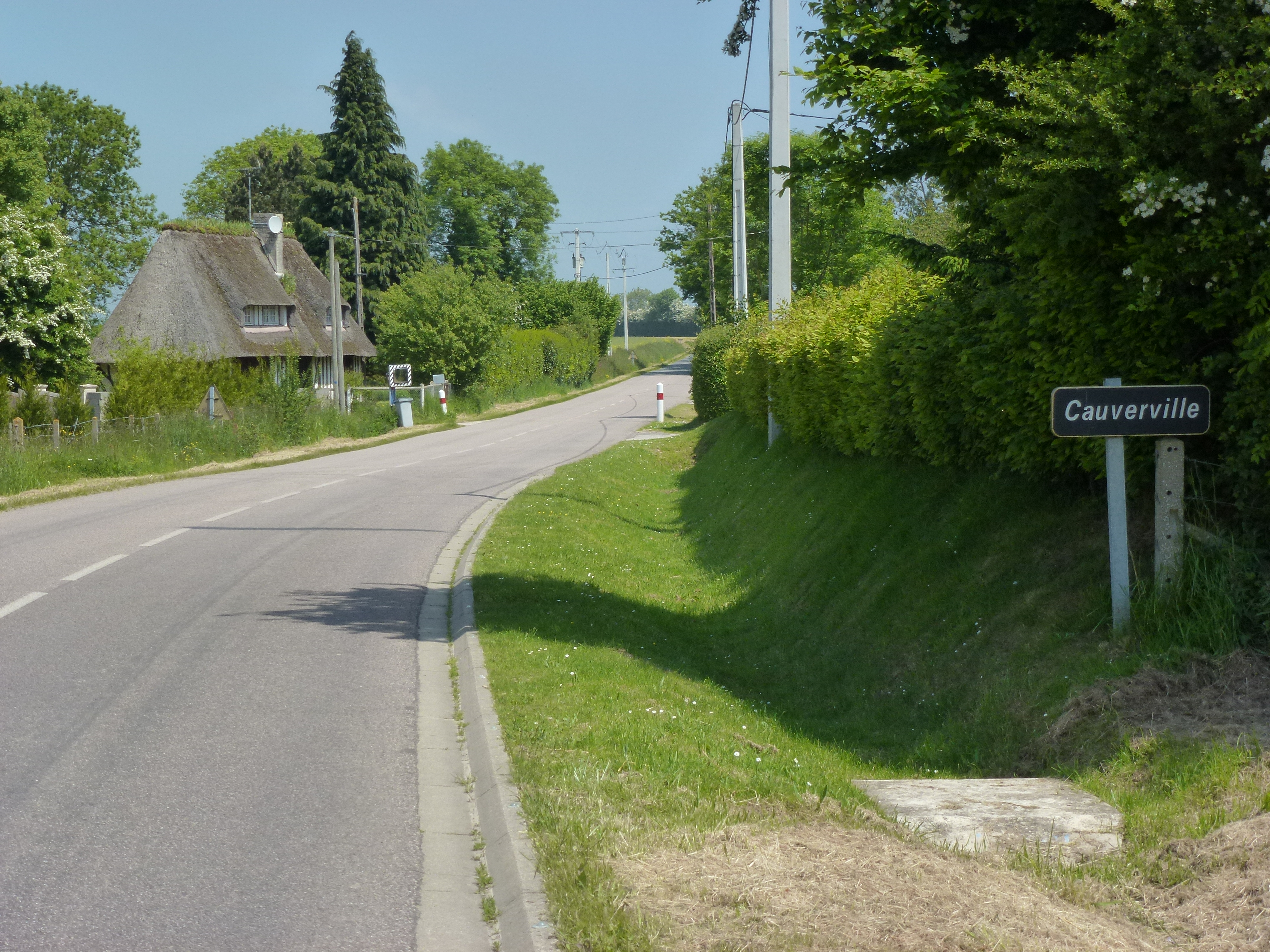
Cauverville.
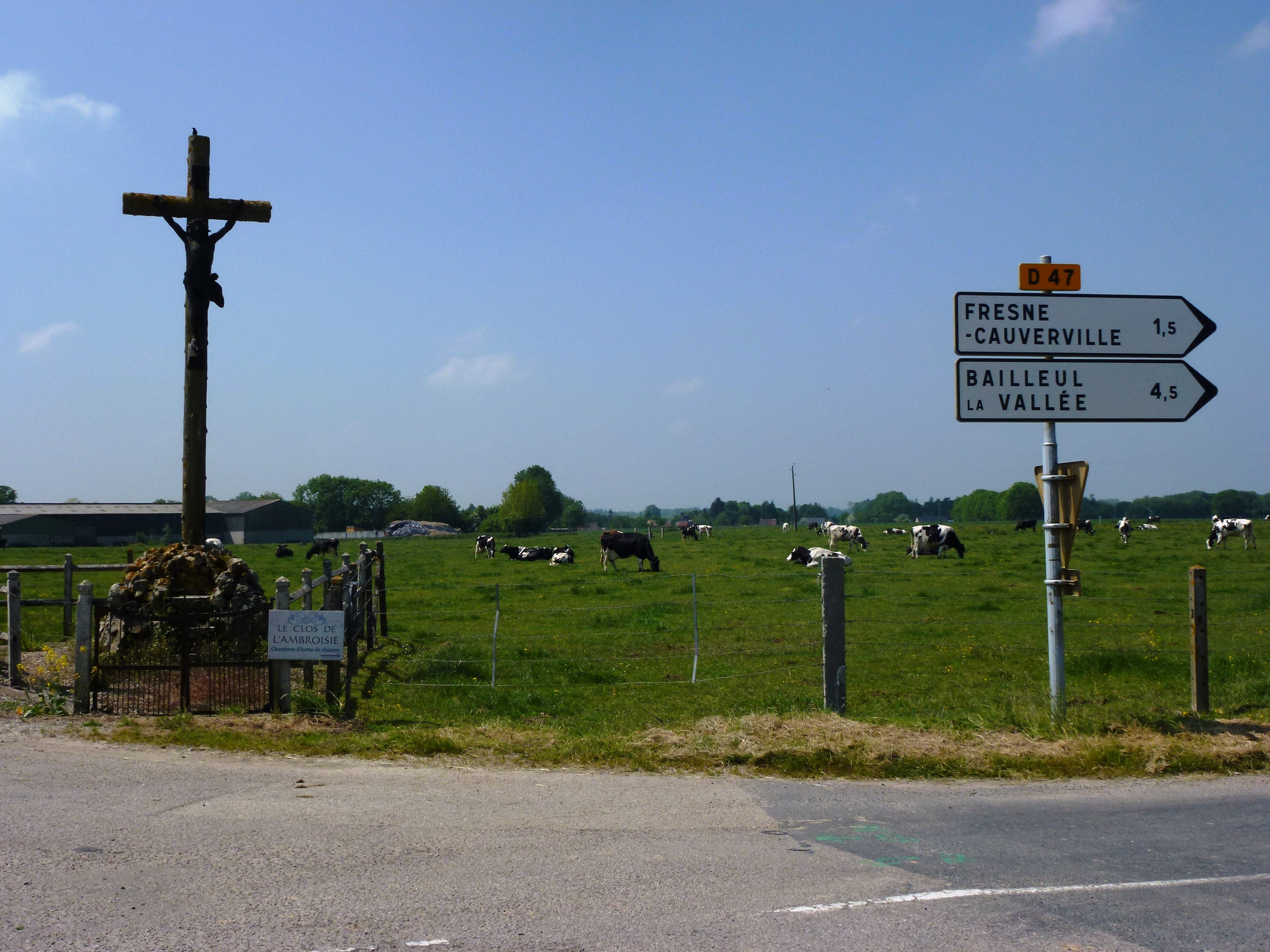
Une croix de chemin.

### Patrimoine naturel

#### Natura 2000
- Le haut-bassin de la Calonne"[31].

#### ZNIEFF de type 2
- La haute vallée de la Calonne[32].